# Nucras boulengeri
Nucras boulengeri is een hagedis uit de familie echte hagedissen (Lacertidae).

## Naam en indeling
De wetenschappelijke naam van de soort werd voor het eerst voorgesteld door Oscar Neumann in 1900. De hagedis werd later beschreven onder de namen Nucras kilosae en Nucras emini. De voormalige ondersoort Nucras boulengeri kilosae wordt niet langer erkend.
De soortaanduiding boulengeri is een eerbetoon aan de George Albert Boulenger (1858 - 1937).

## Uiterlijke kenmerken
Het is een middelgrote soort die een totale lichaamslengte tot 21 centimeter kan bereiken inclusief de staart. De gemiddelde lengte is vijftien tot achttien cm. De staart is langer dan het lichaam en beslaat zestig tot zeventig procent van de totale lichaamslengte.
De lichaamskleur is bruin, maar er is veel variatie. De kleur kan zowel licht- als donkerbruin zijn. Vaak zijn lichtere lengtestrepen aanwezig, vooral op het midden van de rug. Veelal bestaan de strepen uit vlekkenrijen. Exemplaren uit westelijk Kenia hebben een patroon van zwarte vlekken op het lichaam. De buikzijde is wit van kleur en is ongevlekt. Jongere dieren hebben vaak een felrode staart, deze schrikkleur dient om vijanden af te leiden.
De hagedis heeft een relatief dun lichaam en heeft een korte kop. Aan de achterpoten zijn altijd tien tot twaalf femoraalporiën aanwezig. De hagedis heeft 44 tot 53 rijen schubben in de lengte op het midden van het lichaam.

## Verspreiding en habitat
De hagedis komt voor in delen van Afrika en leeft in de landen Kenia, Oeganda, Tanzania en Zambia. De habitat bestaat uit wat drogere streken zoals graslanden en savannen. De hagedis is aangetroffen op een hoogte van meer dan 2300 meter boven zeeniveau.